# 比較教育学
比較教育学（ひかくきょういくがく、英語：comparative education）は、世界各国の教育制度、教育行政や教育方法の比較検討をしながら、それらを自国の教育改革の益としようとする教育学の一部門である。具体的には、青少年の文化や教科書、教科書では同一の歴史的事件の解釈がその当事国でも加害者、被害者側になった国により、説明の仕方が異なったりといったものも、この比較教育学で扱うことがある。また留学体験や異文化の中で育ち、なお自分自身のネイティヴな文化を持ち続けること、あるいは多様な文化の中で、自己の能力を発揮できる人間を育てていくための条件など、さまざまなテーマが考えられる。また歴史研究としては、日本であれば、欧米の文化、学術の翻訳、移植の過程などもこの研究分野で取り上げられることがある。
一部には、比較国際教育学といった言い方がされることもある。学会組織は、日本比較教育学会という。学会を挙げて、作り上げた比較・国際教育情報データベースが、2000年8月からインターネット上で学会員以外にも公開されている。